# Dendang (Dendang)
Dendang is een bestuurslaag in het regentschap Belitung Timur van de provincie Bangka-Belitung, Indonesië. Dendang telt 1504 inwoners (volkstelling 2010).